# Ronde van Italië 2014/Derde etappe

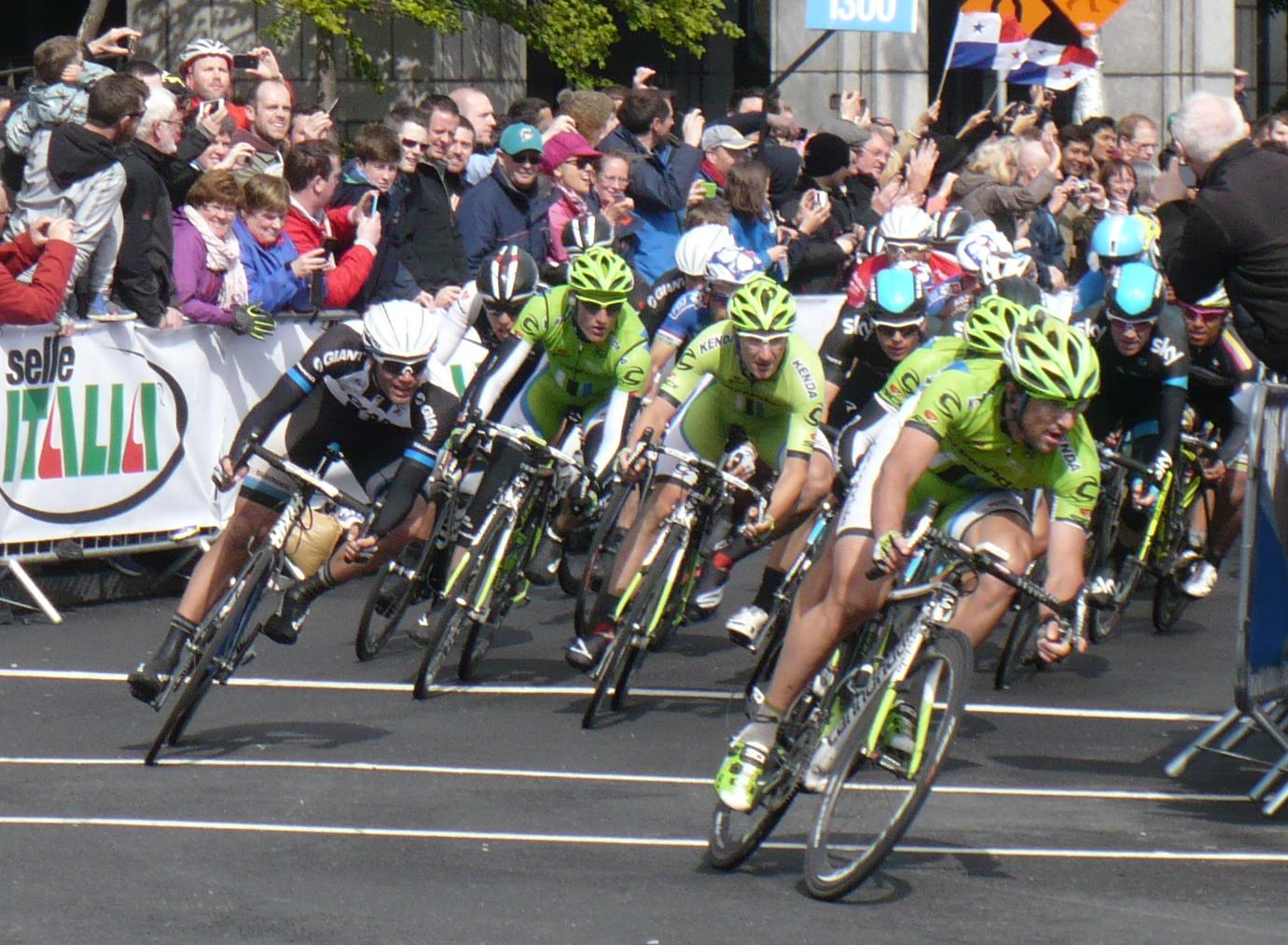
Het peloton in de straten van Dublin

De derde etappe van de Ronde van Italië 2014 werd op 11 mei verreden. Het peloton begon in de Noord-Ierse stad Armagh aan een vlakke etappe die in Dublin eindigde . De totale afstand van de rit is 187 kilometer.

## Uitslag
| Armagh - Dublin (187 km) |                      |                     |          |
| Plaats                   | Naam                 | Ploeg               | Tijd     |
| Winnaar                  | Marcel Kittel        | Giant-Shimano       | 4u28'43" |
| 2                        | Ben Swift            | Sky ProCycling      | z.t.     |
| 3                        | Elia Viviani         | Cannondale          | z.t.     |
| 4                        | Davide Appollonio    | AG2R La Mondiale    | z.t.     |
| 5                        | Nacer Bouhanni       | FDJ.fr              | z.t.     |
| 6                        | Edvald Boasson Hagen | Sky ProCycling      | z.t.     |
| 7                        | Roberto Ferrari      | Lampre-Merida       | z.t.     |
| 8                        | Edwin Ávila          | Team Colombia       | z.t.     |
| 9                        | Giacomo Nizzolo      | Trek Factory Racing | z.t.     |
| 10                       | Tyler Farrar         | Garmin Sharp        | z.t.     |
|                          |                      |                     |          |
| 15                       | Kenny Dehaes         | Lotto-Belisol       | z.t.     |
| 27                       | Tom Veelers          | Giant-Shimano       | z.t.     |

## Klassementen
| Algemeen klassement |                     |                         |           |
| Plaats              | Naam                | Ploeg                   | Tijd      |
| Roze trui           | Michael Matthews    | Orica-GreenEdge         | 10u06'37" |
| 2                   | Alessandro Petacchi | Omega Pharma-Quick-Step | +8"       |
| 3                   | Daniel Oss          | BMC Racing Team         | +10"      |
| 4                   | Luke Durbridge      | Orica-GreenEdge         | +14"      |
| 5                   | Ivan Santaromita    | Orica-GreenEdge         | z.t.      |
| 6                   | Svein Tuft          | Orica-GreenEdge         | z.t.      |
| 7                   | Pieter Weening      | Orica-GreenEdge         | z.t.      |
| 8                   | Rigoberto Urán      | Omega Pharma-Quick-Step | +19"      |
| 9                   | Pieter Serry        | Omega Pharma-Quick-Step | z.t.      |
| 10                  | Serge Pauwels       | Omega Pharma-Quick-Step | z.t.      |

| Puntenklassement |                    |                    |        |
| Plaats           | Naam               | Ploeg              | Punten |
| Rode trui        | Marcel Kittel      | Giant-Shimano      | 100    |
| 2                | Ben Swift          | Sky ProCycling     | 69     |
| 3                | Elia Viviani       | Connondale         | 68     |
|                  |                    |                    |        |
| 8                | Maarten Tjallingii | Belkin Pro Cycling | 32     |
| 17               | Sander Armée       | Lotto-Belisol      | 16     |

| Bergklassement |                    |                    |        |
| Plaats         | Naam               | Ploeg              | Punten |
| Blauwe trui    | Maarten Tjallingii | Belkin Pro Cycling | 12     |
| 2              | Andrea Fedi        | Neri Sottoli       | 3      |
| 3              | Yonder Godoy       | Androni Giocattoli | 2      |
|                |                    |                    |        |
| 6              | Gert Dockx         | Lotto-Belisol      | 2      |

| Jongerenklassement |                  |                         |           |
| Plaats             | Naam             | Ploeg                   | Tijd      |
| Witte trui         | Michael Matthews | Orica-GreenEdge         | 10u06'37" |
| 2                  | Luke Durbridge   | Orica-GreenEdge         | +14"      |
| 3                  | Julien Vermote   | Omega Pharma-Quick-Step | +19"      |
|                    |                  |                         |           |
| 26                 | Wilco Kelderman  | Belkin Pro Cycling      | +1'12"    |

| Ploegenklassement |                         |           |
| Plaats            | Ploeg                   | Tijd      |
|                   | Orica-GreenEdge         | 29u30'44" |
| 2                 | Omega Pharma-Quick-Step | +19"      |
| 3                 | BMC Racing Team         | +21"      |
|                   |                         |           |
| 8                 | Giant-Shimano           | +56"      |

1e etappe ·
2e etappe ·
3e etappe ·
4e etappe ·
5e etappe ·
6e etappe ·
7e etappe ·
8e etappe ·
9e etappe ·
10e etappe ·
11e etappe ·
12e etappe ·
13e etappe ·
14e etappe ·
15e etappe ·
16e etappe ·
17e etappe ·
18e etappe ·
19e etappe ·
20e etappe ·
21e etappe
Startlijst · Eindstanden · Afbeeldingen